# منتخب ألمانيا لكرة القدم الأمريكية
منتخب ألمانيا الوطني لكرة القدم الأمريكية (بالألمانية: Deutsche American-Football-Nationalmannschaft)‏ هو ممثل ألمانيا الرسمي في المنافسات الدولية في كرة القدم الأمريكية . تأسس في 1981.